# Maximilian Njegovan
Maximilian Njegovan (Zágráb, 1858. október 31. – Zágráb, 1930. július 1.) horvát származású osztrák-magyar tengerész, admirális. Anton Haus admirális halála után egy évig a Császári és Királyi Haditengerészet parancsnoka.

## Élete

### Ifjúkora
Maximilian Njegovan 1858. október 31-én született Zágrábban.

### Katonai szolgálata
Njegovan az első világháború idején az 1. csatahajó osztagot vezette 1917-ig.
1917. február 17-én Anton Haus főtengernagy tüdőgyulladásban elhunyt, utódjának az uralkodó Njegovant nevezte ki. Njegovan nem volt képes pótolni a flotta szükségleteit, javítani a tengerészek életkörülményeit, emiatt hamar elvesztette kezdeti népszerűségét. A Pólában állomásozó erőknek kritikusan kevés volt az üzemanyag, hiányos volt az élelmiszer és a felszerelésellátás, mindennek a tetejébe az Olasz Légierő (Regia Aeronutica) egységei gyakorlatilag akadálytalanul bombázhatták az osztrák-magyar tengerparti városokat. Az 1917. május 14-15-én az Otrantói-szorosban vívott tengeri csatában való helytállásáért megkapta a Osztrák Császári Vaskorona-rend Nagykeresztjét.

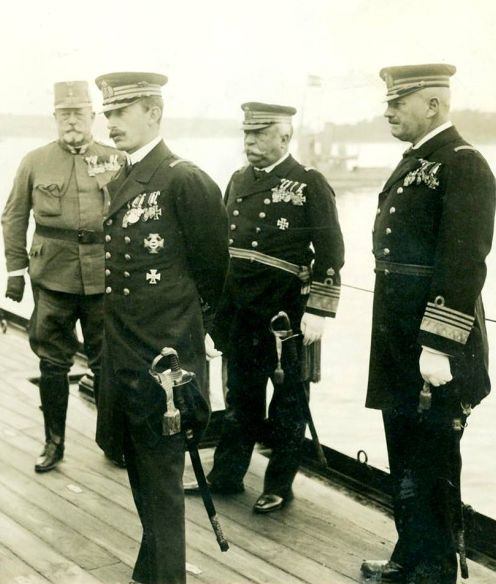
IV. Károly király; Maximilian Njegovan tengernagy és Janko Vuković Podkapelski sorhajó kapitány az SMS Admiral Spaun fedélzetén 1917-ben

Az elégedetlenség végül nyílt lázadásba csapott át. 1918 februárjában a Császári és Királyi Haditengerészet egyik állomáshelyén, Cattaróban a matrózok fellázadtak a parancsnokaik ellen. A lázadók több hajót is elfoglaltak, de a lázadást viszonylag gyorsan és vér nélkül leverték. A lázadás leverése után a lázadók vezetőit agyonlőtték és a felelősöket megbüntették. Njegovan admirális lemondásra kényszerült és nyugdíjba vonult. Utódja az akkor már ellentengernaggyá kinevezett Horthy Miklós lett.
A háború alatt az admirális több kitüntetést is kapott, többek közt a Osztrák Császári Lipót-rend nagykeresztjét. A háború után egy ideig Velencébe költözött. 1930. július 1-jén szülővárosában halt meg.